# José Luis Perlaza
José Luis Perlaza (Guayaquil, 6 oktober 1981) is een Ecuadoraanse profvoetballer.

## Clubcarrière
Perlaza is een verdediger en komt sinds 2000 uit voor CD Olmedo uit Riobamba, waarmee hij in zijn eerste jaar landskampioen werd.

## Interlandcarrière
Perlaza speelde zijn eerste interland op 10 maart 2004 tegen Mexico. Hij maakt deel uit van de selectie voor het WK voetbal 2006, maar kwam tijdens dit toernooi niet in actie. Hij speelde vier interlands, waarin hij niet tot scoren kwam.

## Erelijst
Centro Deportivo Olmedo
- Campeonato Ecuatoriano

2000
 Barcelona SC
- Campeonato Ecuatoriano

2012